# اوفلاج الثامن-أف
```
اوفلاج الثامن-أف
 
معسكرًا ألمانيا لأسرى
 
الحرب
 
في
 
الحرب العالمية الثانية
 
للضباط
 (
Offizierlager
) يقع اولا في Wahlstatt، 
ألمانيا
 (الآن 
ليجنيكي بوله
، 
بولندا
) ثم في Mährisch-Trübau، 
محمية بوهيميا ومورافيا
 (الآن 
Moravská Třebová
 (
الجمهورية التشيكية
).
```

## تاريخ المخيم
تأسس المخيم لأول مرة في Wahlstatt في يوليو 1940  وضم الضباط الفرنسيين والبلجيكيين الذين أسروا خلال معركة فرنسا. كانت تقع في دير بنديكتيني سابق مخصص للقديس هيدويغ في سيليزيا، التي كانت مدرسة عسكرية بين 1840 و1920 ، واستخدمها النازيون «كمؤسسة تعليمية سياسية وطنية» من عام 1934.
في يوليو 1942، كان هناك مخيم جديد في Mährisch-Trübau، حوالي 200 كيلومتر (120 ميل) إلى الجنو، تم تعيين اوفلاج الثامن-أف، في حين تم إعادة تصميم المخيم الأصلي اوفلاج الثامن-أف / زد، وهو معسكر فرعي لMährisch-Trübau. تم نقل السجناء إلى معسكرات أخرى، على الرغم من بقاء عدد قليل منهم للقيام بأعمال البناء حيث تم تكييف الموقع لاستخدام GEMA (Gesellschaft für und mechanische elektroakustische apparate) في تطوير أنظمة الرادار. تم إغلاق المعسكر الفرعي في يونيو 1943.
احتوى المعسكر في Mahrisch-Trubau على حوالي 2000 ضابط، معظمهم من البريطانيين الذين تم أسرهم في شمال إفريقيا والجزر اليونانية، ولكن كان هناك أيضًا عدد من أسرى الحرب اليونانيين والفرنسيين والأمريكيين. في أبريل 1944، تم نقل معظم السجناء إلى <a href="./%D8%A3%D9%88%D9%81%D9%84%D8%A7%D8%AC%2079" rel="mw:WikiLink">أوفلاج 79</a> بالقرب من براونشفايغ وأغلق المعسكر.